# Cantonul Derval
Cantonul Derval este un canton din arondismentul Châteaubriant, departamentul Loire-Atlantique, regiunea Pays de la Loire, Franța.

## Comune
- Derval (reședință)
- Jans
- Lusanger
- Mouais
- Saint-Vincent-des-Landes
- Sion-les-Mines